# Sir Douglas Quintet

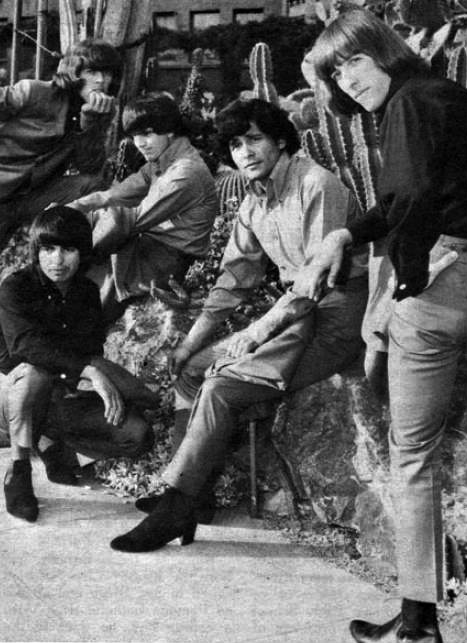
Sir Douglas Quintet (1965)

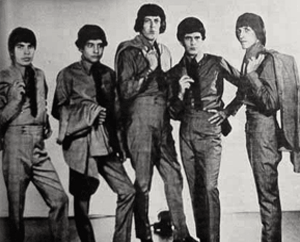
Sir Douglas Quintet (von links nach rechts: Johnny Perez, Frank Morin, Augie Meyers, Jack Barber und Doug Sahm (1966))

Das Sir Douglas Quintet war eine US-amerikanische Rockband, die vor allem in den 1960er und frühen 1970er Jahren mit ihren Hits international bekannt war. Das Sir Douglas Quintet gilt heute mit seinem Gemisch aus Country, Blues, Rock and Roll und Einflüssen aus der Chicano-Kultur als ein wichtiger Vertreter des sogenannten Tex-Mex-Stils.

## Bandgeschichte

### Gründung und erste Hits
Das Sir Douglas Quintet entstand 1964 um den Texaner Doug Sahm, der seit seiner Kindheit musikalisch aktiv war und bereits mehrere Bands gegründet hatte, und dessen Schulfreund Augie Meyers. Weitere Bandmitglieder waren Jack Barber (Bass), Johnny Perez (Schlagzeug) und Leon Beatty (Perkussion), der schon früh durch Frank Morin (Saxofon) ersetzt wurde. Ihren Namen verdankte die Band ihrem Produzenten Huey Meaux, der sie im Zuge der sogenannten British Invasion mit einem britisch klingenden Namen vermarkten wollte, was zunächst auch funktionierte. Das Sir Douglas Quintet hatte mit She’s About A Mover und The Rains Came auf Meaux’ eigenem Label Tribe ihre ersten Single-Hits. Eine Festnahme wegen Marihuanabesitzes auf dem Flughafen von Corpus Christi im Jahre 1966 beendete die Erfolgsgeschichte aber zunächst. Sahm löste die Band auf und zog in die Hippie-Metropole San Francisco. Produzent Meaux stellte aus dem Material der Aufnahmesessions eine erste LP mit dem irreführenden Titel The Best of The Sir Douglas Quintet zusammen. Der Song She’s About A Mover wurde später von der Rock and Roll Hall of Fame in die Liste der 500 Songs, die den Rock and Roll am meisten geprägt haben, aufgenommen.

### Die Mercury-Jahre
Einen neuen Anlauf startete Sahm mit dem neu formierten Sir Douglas Quintet 1968 in San Francisco und beim Label Mercury Records, zunächst mit dem erfolglosen blues- und jazzbeeinflussten Album Honkey Blues. Mit der Single Mendocino und der Rückkehr von Meyers und Perez in die Band kam dann 1969 der große internationale Durchbruch. Der Song wurde ein weltweiter Erfolg. In Deutschland wurde er auch in seiner Schlager-Version von Michael Holm bekannt. Dynamite Woman und Nuevo Laredo waren weitere internationale Hits. Die Besetzung des Sir Douglas Quintet stabilisierte sich mit Sahm, Meyers, Morin, Perez und Harvey Kagen (Bass). Die stilistisch vielseitigen LPs der Gruppe, die sich sowohl am psychedelischen Westcoast-Rock als auch an texanischen Country- und Bluestraditionen orientierten, blieben allerdings in ihren Verkaufszahlen hinter den Erwartungen der Plattenfirma zurück.
Das Album The Return Of Doug Saldana (1971), das wieder stärker am Blues orientiert war, markierte die Rückkehr der Band in ihre Heimat Texas. Die Bandmitglieder begannen allmählich auseinanderzudriften und es gab erneute personelle Wechsel. Die letzte Arbeit für Mercury war die Single Michoacán (1971), ein Beitrag zum Soundtrack zum Film Cisco Pike mit Kris Kristofferson, in dem Sahm einen kurzen Auftritt als Drogendealer hatte. Wegen seiner Drogenanspielungen wurde der Song allerdings vom Radio abgelehnt. Mercury verlor das Interesse an der Band und 1972 zerfiel das Sir Douglas Quintet schließlich, nicht zuletzt, weil Sahms neues Plattenlabel Atlantic Records ihn als Solo-Künstler unter Vertrag nahm. Zwischenzeitlich veröffentlichten Meyers, Perez und Morin mit Byron Farlow (Gitarre, Gesang) als Ersatz für Sahm unter dem Namen The Quintet die LP Future Tense, die allerdings ohne Erfolg blieb. Mit Rough Edges erschien ein letztes Album des Sir Douglas Quintet bei Mercury, das aus Singles, B-Seiten und bisher unveröffentlichtem Material zusammengestellt wurde.

### Reunion in den 1980er und 1990er Jahren
Anfang der 1980er Jahre kam es dann zu einer Neuauflage des Sir Douglas Quintet mit Sahm, Meyers, Perez, Alvin Crow (Gitarre, Gesang, Violine), Speedy Sparks (Bass) und Shawn Sahm (Gitarre). Auf der LP Border Wave (1981) und der ausgekoppelten Single Sheila Tequila mischte das Quintet seinen typischen Tex-Mex-Sound mit New-Wave-Pop. Das Sir Douglas Quintet der 1980er Jahre unterschrieb beim schwedischen Label Sonet und war inzwischen in Europa gefragter als in seiner Heimat. Inzwischen war Louie Ortega für Alvin Crow in die Band gekommen. Mit Meet Me In Stockholm aus der LP Midnight Sun, die in den USA gar nicht veröffentlicht wurde, hatte die Band einen großen Hit in Schweden. 1985 trennte sich die Gruppe wieder.
Ein letztes Aufbäumen des Sir Douglas Quintet erfolgte 1994, als Doug Sahm für das Album Day Dreaming At Midnight den Bandnamen wieder benutzte. Inzwischen saßen Doug Clifford von Creedence Clearwater Revival und Sahms Söhne Shawn und Shandon mit im Boot. Mit Doug Sahms Tod im November 1999 starb auch das Sir Douglas Quintet endgültig.
2006 veröffentlichte das Label New West Records in seiner Reihe mit Archivaufnahmen aus der TV-Sendung Austin City Limits unter dem Titel Live From Austin, Texas einen Konzertmitschnitt des Sir Douglas Quintet aus dem Jahr 1981 auf CD und DVD.

## Diskografie

### Alben
- Honkey Blues (1968, Smash/Mercury)
- Mendocino (1969, Smash/Mercury)
- Together After Five (1970, Smash/Mercury)
- 1+1+1=4 (1970, Philips/Mercury)
- The Return of Doug Saldaña (1971, Philips/Mercury)
- Rough Edges (1973, Mercury)
- Live Love (1977, Texas Re-Cord)
- Border Wave (1981, Chrysalis)
- Live Texas Tornado (1983, Takoma)
- Midnight Sun (1983, Sonet)
- Quintessence (1983, Sonet)
- Rio Medina (1984, Sonet)
- Luv Ya’ Europe (1985, Sonet)
- Day Dreaming at Midnight (1994, Elektra/Nonesuch)
- Live from Austin, Texas (2006, New West)

### Kompilationen (Auswahl)
- The Best of the Sir Douglas Quintet (1966, Tribe)
- The Best of the Sir Douglas Quintet (1980, Takoma)
- Sir Doug’s Recording Trip: The Mercury Years (1988, Edsel)
- Spotlight (1988, Sonet)
- The Best of Doug Sahm & the Sir Douglas Quintet 1968-1975 (1990, Mercury/PolyGram)
- The Crazy Cajun Recordings (1998, Edsel)
- The Complete Mercury Masters (2005, Hip-O Select)
- Scandinavian Years (2008, Universal)
- She’s About A Mover: The Singles A’s and B’s 1964-1967 (2009, Varese Sarabande)

## Auszeichnungen für Musikverkäufe
| Goldene Schallplatte - Norwegen - 2009: für das Album Scandinavian Years |

| Land/RegionAuszeichnungen für Musikverkäufe (Land/Region, Auszeichnungen, Verkäufe, Quellen) | Gold  | Platin | Verkäufe | Quellen |
| -------------------------------------------------------------------------------------------- | ----- | ------ | -------- | ------- |
| Norwegen (IFPI)                                                                              | Gold1 | —      | 15.000   | ifpi.no |
| Insgesamt                                                                                    | Gold1 | —      |          |         |